# Fumio Kishida
Fumio Kishida, en japonès 岸田 文雄 (Kishida Fumio) (Shibuya, 29 de juliol de 1957) és un polític japonès, primer ministre del Japó des del 4 d'octubre de 2021 i president del Partit Liberal Democràtic (PLD) des del 29 de setembre de 2021 fins a l'1 d'octubre de 2024, quan va dimitir per un escàndol de finançament irregular.

## Biografia
Membre de la Cambra de Representants del Japó, anteriorment va exercir com a ministre d'Afers Exteriors del 2012 al 2017 i com a ministre de Defensa en funcions el 2017. Del 2017 al 2020, també va presidir el Consell de Recerca en Polítiques del PLD. Va guanyar el 4 d'octubre de 2021 les primàries del PLD de 2021, amb el 60,2% dels vots en la segona volta, contra Taro Kono.

### Primer ministre
Va succeir l'anterior líder del partit, Yoshihide Suga, com a primer ministre del Japó el 4 d'octubre de 2021. Després de les eleccions generals japoneses de 2021 va mantenir el primer càrrec, tot i que el Partit Liberal Democràtic (PLD) va perdre 25 escons, formant un nou govern de coalició amb Kōmeitō.
Va supervisar la dissolució de l'Església de la Unificació al Japó després de l'assassinat de l'exprimer ministre japonès Shinzo Abe el juliol de 2022 i la dissolució de les faccion Kōchikai, Seiwakai i Shisuikai del partit després d'un escàndol de corrupció en fons ocults a tot el PLD. El seu mandat també va supervisar l'alliberament d'aigua radioactiva tractada de la central nuclear de Fukushima a l'oceà Pacífic l'agost de 2023, menys de 12 anys després del gran terratrèmol de l'est del Japó el març de 2011. Va remodelar el seu gabinet dues vegades, l'agost de 2022 per destituir els membres del gabinet afiliats a l'Església de la Unificació i el desembre de 2023 per destituir els membres del gabinet associats amb l'escàndol dels fons ocults.
Durant un acte electoral a Wakayama va ser objecte d'un atemptat el 15 d'abril de 2023.
El 14 d'agost de 2024, Fumio Kishida va anunciar que no intentaria revalidar com a president del PLD a les eleccions generals japoneses de 2024 previstes al setembre, i posaria fi al seu mandat com a primer ministre, i l'1 d'octubre Shigeru Ishiba, que el 27 de setembre es va imposar a les eleccions al liderat del partit, es va convertir en el nou primer ministre.